# السرب سبعون (القوة الجوية العراقية)
السرب سبعون هو أحد أسراب الأستطلاع في القوة الجوية العراقية وهو رديف ل السرب الثالث الذي مَقره في كركوك.

## الأستخدام الحالي
السرب سبعين مقرة كان في مطار البصرة الدولي وبعد عام 2011 أصبح مَقرة في قاعدة الإمام علي الجوية، وتكون مسؤوليته في تأمين الحدود العراقية وحماية البنى التحتية العراقية،وهو يتألف حالياً من 12 طائرة CH2000 طائرة أستطلاع وأتصال، وأثنان من طائرة سيبرد سيكر،كانت تَخدم في السرب لكن يبدو الآن أنه قد تم سحبها [بحاجة لمصدر]
خلال عَملية صولة الفرسان في البصرة ضد جيش المهدي في مارس 2008، طار السرب حوالي 53 مهمة على البصرة وعمل لمدة 91 ساعة لتوفير الأستخبارات والأستطلاع لقوات الجيش العراقي على الأرض، بما في ذلك معلومات حول تركيز قوات العدو وتقييم الأضرار الناتجة عن التفجيرات.

## انظر ايضاً
السرب الثالث